# Мозен, Юлиус
Юлиус (Юлий) Мозен (нем. Julius Mosen; также Мозес (нем. Moses); 1803—1867) — немецкий поэт, драматург и юрист; автор текста гимна австрийской земли Тироль.

## Биография
Юлий Мозен родился 8 июля 1803 года в Мюлентале в семье местного школьного учителя и кантора. Учился сперва в гимназии города Плауэна, затем изучал право в Йенском университете.   
В 1831 году получил место секретаря у судьи в Корене, став один из первых евреев, занявших в Германии такой пост. 

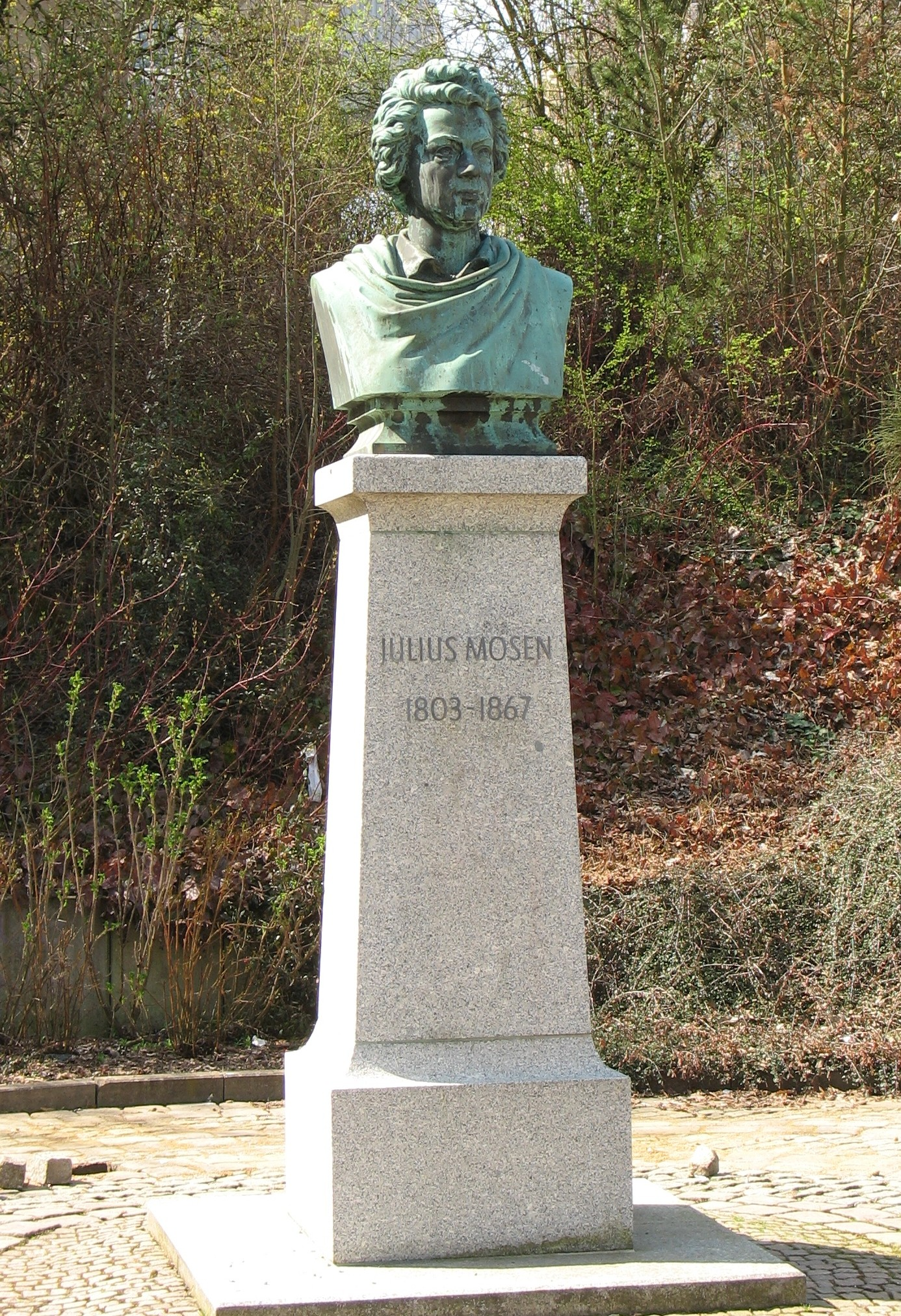
Бюст Мозена в Плауэне

С 1844 года Мозен являлся постоянным сотрудником королевского театра в Ольденбурге, для которого написал ряд исторических драм. Большой известностью пользовались «Cola Rienzi», «Don Johann von Oesterreich» и «Kaiser Otto III». 
Кроме того, Юлий Мозен выпустил сборник стихотворений, выдержавший несколько изданий, и написал ряд повестей и рассказов, из которых исторический «Der Kongress von Verona» (1842) имел в то время очень большой успех у читателей. 
Известностью пользуются также его символические поэмы «Ritter Wahn» (1831) и «Ahasver» (1838); обе они, по словам Ф. Ф. Фидлера, написаны «прекрасным языком и изобилуют величественными картинами». В идиллических картинах природы (например, Bilder im Moose) преобладает таинственный сказочный элемент. 
В 1863 году вышло в свет полное собрание сочинений Мозена в 8-ми томах, а в 1880 году было напечатано новое издание в 6-ти томах.
Юлий Мозен умер 10 октября 1867 года в городе Ольденбурге. 
Вскоре после смерти поэта, в городе Плауэне Мозену был установлен бронзовый бюст.

## Избранная библиография
- Ritter Wahn, epic poem, 1831
- Gedichte, poems, 1836 (2nd ed 1843)
- Heinrich der Fünfte, drama, 1836
- Ahasvar, 1838
- Der Kongreß von Verona, novel, 1842
- Kaiser Otto der Dritte, drama, 1842
- Cola Rienzi, drama, 1842 (in Theater)
- Wendelin und Helene, drama, 1842 (in Theater)
- Kaiser Otto III, drama, 1842 (in Theater)
- Die Bräute von Florenz, drama, 1842 (in Theater)
- Die Dresdner Gemäldegallerie, 1844
- Bilder im Moose, collection of novellas, 1846
- Bernhard von Weimar, drama, 1855
- Der Sohn des Fürsten, drama, 1858
- Erinnerungen, autobiography